# Треффор-Кюизья (кантон)
Треффо́р-Кюизья́ (фр. Treffort-Cuisiat) — кантон во Франции, находится в регионе Рона — Альпы, департамент Эн. Входит в состав округа Бурк-ан-Брес.
Код INSEE кантона — 0133. Всего в кантон Треффор-Кюизья входят 9 коммун, из них главной коммуной является Треффор-Кюизья.

## Коммуны кантона
| Коммуна           | Население, чел | Почтовый индекс | Код INSEE |
| ----------------- | -------------- | --------------- | --------- |
| Жерманья          | 92             | 01250           | 01172     |
| Корвесья          | 469            | 01250           | 01125     |
| Курмангу          | 360            | 01370           | 01127     |
| Мейонна           | 1204           | 01370           | 01241     |
| Пресья            | 191            | 01370           | 01312     |
| Пуйя              | 58             | 01250           | 01309     |
| Сент-Этьен-дю-Буа | 2046           | 01370           | 01350     |
| Треффор-Кюизья    | 1910           | 01370           | 01426     |
| Шаван-сюр-Сюран   | 485            | 01250           | 01095     |

## Население
Население кантона на 1999 год составляло 6815 человек.
| 1962 | 1968 | 1975 | 1982 | 1990 | 1999 |
| ---- | ---- | ---- | ---- | ---- | ---- |
| 4326 | 4664 | 4525 | 5728 | 6274 | 6815 |